# Brittany Daniel
Brittany Daniel, född 17 mars 1976 i Gainesville i Florida, är en amerikansk skådespelare. Hon är mest känd från TV-serien Tvillingarna på Sweet Valley High i vilken även hennes tvillingsyster Cynthia Daniel medverkade.

## Filmografi i urval

### Film
- The Basketball Diaries (1995) - Blinkie
- Sonic Impact (1999) - Rachel
- Joe Dirt (2001) - Brandy
- The Hillside Strangler (2004) - Samantha Stone
- Club Dread (2004) - Jenny
- White Chicks (2004) - Megan Vandergeld
- The Hamiltons (2005) - Dani Cummings
- Little Man (2006) - Brittany
- Loveless in Los Angeles (2006) - Kelly Liffen
- Rampage: The Hillside Strangler Murders (2006) - Samantha Stone
- Skyline (2010) - Brittany
- Joe Dirt 2: Beautiful Loser (2015) - Brandy